# Diana Torto
Diana Torto (Oberdiessbach, 1968) is een Italiaanse jazzzangeres.

## Biografie
Torto, die aanvankelijk werkte met het IS-ensemble, werd in 1998 gecontracteerd door Paolo Damiani en Stefano Benni voor hun projekt Sconcerto. Damiani haalde de zangeres ook voor zijn albums Ladybird (2004), Jazz Italiano Live (2007, met Louis Sclavis) en (met Gianluigi Trovesi) Al tempo che verrà (2007). Samen met Maurizio Rolli bracht ze het album Norwegian Wood uit. Met John Taylor en Anders Jormin speelde ze in 2008 het album Triangoli in, dat voortreffelijke kritieken kreeg van o.a. The Guardian. Danilo Rea en Gino Paoli waren in 2009 betrokken bij haar project Cinema Songs.
Torto toerde met John Taylor ook in een duo en trad op met Lee Konitz en de WDR Big Band uit Keulen. Tevens is ze soliste op Kenny Wheelers album The Long Waiting (2011). Verder heeft ze opgenomen met Roberto Bonati, Angelo Canelli, Massimiliano Coclite, Fabrizio Gaudino, Alfredo Impullitti, Angelo Schiavi en Angelo Valori. Ze voelt zich evenzo ingenomen met de traditie van ene Duke Ellington als met de Un)natural Rhythms, de titel van een cd van Alessio Riccio, waarbij ze betrokken is.
Torto doceert jazzzang aan meerdere Noord-Italiaanse muziekhogescholen. Onderscheidingen kreeg ze o.a. in 2005 tijdens het jazzfestival van Barga en in 1997 tijdens het festival in Serteano.